# Рокка-Сузелла
Рокка-Сузелла (итал. Rocca Susella) — коммуна в Италии, располагается в регионе Ломбардия, в провинции Павия.
Население составляет 228 человек (2008 г.), плотность населения составляет 19 чел./км². Занимает площадь 13 км². Почтовый индекс — 27052. Телефонный код — 0383.
Покровителями коммуны почитаются святые апостолы Пётр и Павел, празднование в третье воскресение сентября.

## Демография
Динамика населения:

## Администрация коммуны
- Официальный сайт: